# 맥거핀 (음악 그룹)
맥거핀은 대한민국의 인디 록밴드로, 2016년 11월 9일 디지털 싱글 "Curtain call"로 데뷔했다.

## 구성원
- 스눅 (SNOOQ) - 드럼
- 변하은 (Hebron) - 보컬, 기타
- 우히 (UHI) - 베이스